# Glencoe (Luizjana)
Glencoe – jednostka osadnicza w Stanach Zjednoczonych, w stanie Luizjana, w parafii St. Mary.